# Serge Alexandrowitsch Zenkowski
Serge Alexandrowitsch Zenkowski (russisch Сергей Александрович Зеньковский; publizierte als Serge A. Zenkovsky; * 3. Junijul. / 16. Juni 1907greg. in Kiew, Russisches Kaiserreich; † 31. März 1990) war ein russischer Historiker, der seit 1949 in den USA lebte. Er arbeitete besonders zu Osteuropäischer, Zentralasiatischer und Wirtschaftsgeschichte.

## Leben

### Europa
Zenkowskis Vater Alexander (1878–1966) war ein Professor für Ökonomie, seine Mutter Elena (1884–1954) die Tochter eines Arztes und Professors für Chirurgie; außerdem hatte er eine Schwester, Nadeschda. Nach der Oktoberrevolution floh die Familie zuerst nach Konstantinopel, dann nach Berlin und Prag, wo Zenkowski einen Abschluss in Wirtschaftsgeschichte ablegte. Er ließ seine Familie in Prag zurück und ging nach Paris, wo sein Onkel Wassyl Senkiwskyj lebte. Dort legte er einen Abschluss in osteuropäischer und moderner Geschichte ab; außerdem begann er, Englisch zu lernen. Von 1930 bis 1939 arbeitete er in Paris als Geschäftsleiter.
1938, bereits mit den Dokumenten für die Einreise in die Vereinigten Staaten, besuchte Zenkowski seine Familie ein letztes Mal in Prag, wobei er vom Einmarsch deutscher Truppen überrascht wurde. Da es ihm nicht mehr möglich war, Prag zu verlassen, setzte er seine Studien an der Karls-Universität fort. Seine Dissertation in russischer und moderner Geschichte verfasste er zu russischer Politik in Sinkiang zwischen 1856 und 1914. Nach ihrer Flucht vor der Prager Operation erreichten Zenkowski und seine Eltern die amerikanischen Besatzungszone in Deutschland, wo er an der Polytechnischen Schule der Internationalen Flüchtlingsorganisation lehrte, bis die Familie 1949 nach Amerika aufbrach.

### Amerika
Zenkowski arbeitete ein Jahr im gastronomischen Bereich, bis er als Lehrer für verschiedene Kurse zu slawistischen Themen an der Indiana University eingestellt wurde. 1952 heiratete er Beaty Jean Rubbers, die dort für ihren M.A. in Russisch studierte. Zwei Jahre später wurde er als Gastprofessor für das Russian Research Center an die Harvard University geladen, während seine Frau ihre Dissertation am Radcliffe College fertigstellte.
Das Paar zog daraufhin an die Stetson University in Florida, wo auch Beaty Jean als Lehrerin für Russisch angestellt wurde. Damit begann eine Zeit der ständigen Umzüge – 1960 an die University of Colorado Boulder, 1962 zurück nach Stetson. Dort gründete Zenkowski das Russische Institut der Universität, was zornige Reaktion von Anwohnern hervorrief, die mögliche kommunistische Einflüsse fürchteten. 1964 wurde Zenkowski Empfänger eines Guggenheim-Stipendiums. Die Zenkowskis zogen 1967 an die Vanderbilt University, wo sie bis zu ihrem Ruhestand in Florida 1977 blieben. Auch danach blieben sie aber mit einer Neuedition und -übersetzung der Nikonchronik aktiv. Von 1986 an kämpfte Zenkowski gegen verschiedene Krankheiten, setzte aber zusammen mit seiner Frau die Herausgeberschaft von The Nikon Chronicle fort. Das Projekt wurde rechtzeitig für das tausendjährige Jubiläum der Christianisierung der Rus 1988 fertiggestellt. Zenkowski starb am 31. März 1990.

## Werke (Auswahl)
Bei seinem Tod hatte Zenkowski mehr als zweihundert Artikel und Bücher publiziert.
- Pan-Turkism & Islam in Russia, Cambridge 1960.
- Medieval Russia's Epics, Chronicles and Tales, New York 1963.
- Russia's Old Believers, Munich 1970.